# Changy (Loire)
Pour les articles homonymes, voir Changy.
Changy est une commune française située dans le département de la Loire en région Auvergne-Rhône-Alpes.

## Géographie

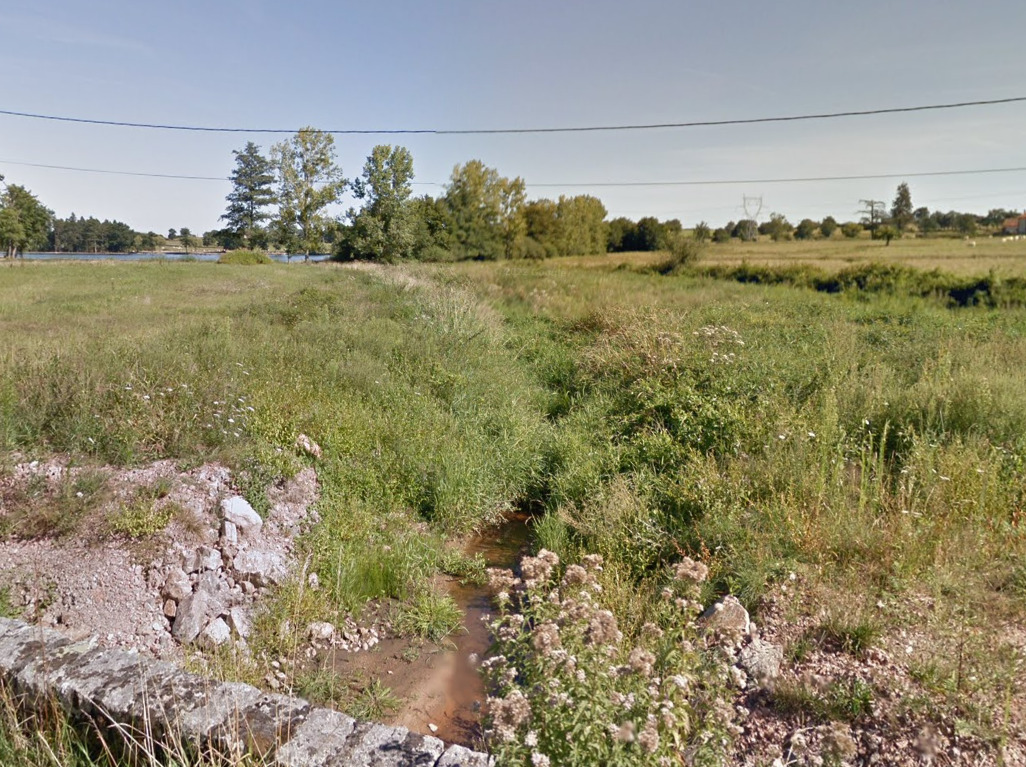
L'Arçon entre Changy et Vivans.
Au fond à gauche, l'étang d'Arçon.

Changy est située à 21 km de Roanne et à 5 km de La Pacaudière.

### Climat
Pour des articles plus généraux, voir Climat d'Auvergne-Rhône-Alpes et Climat de la Loire.
En 2010, le climat de la commune est de type climat océanique dégradé des plaines du Centre et du Nord, selon une étude du Centre national de la recherche scientifique s'appuyant sur une série de données couvrant la période 1971-2000. En 2020, Météo-France publie une typologie des climats de la France métropolitaine dans laquelle la commune est exposée à un climat de montagne ou de marges de montagne et est dans la région climatique Centre et contreforts nord du Massif Central, caractérisée par un air sec en été et un bon ensoleillement.
Pour la période 1971-2000, la température annuelle moyenne est de 10,8 °C, avec une amplitude thermique annuelle de 16,6 °C. Le cumul annuel moyen de précipitations est de 904 mm, avec 11,3 jours de précipitations en janvier et 7,7 jours en juillet. Pour la période 1991-2020, la température moyenne annuelle observée sur la station météorologique de Météo-France la plus proche, « Saint-Nicolas », sur la commune de Saint-Nicolas-des-Biefs à 12 km à vol d'oiseau, est de 8,2 °C et le cumul annuel moyen de précipitations est de 1 387,2 mm,. Pour l'avenir, les paramètres climatiques de la commune estimés pour 2050 selon différents scénarios d'émission de gaz à effet de serre sont consultables sur un site dédié publié par Météo-France en novembre 2022.

## Urbanisme

### Typologie
Au 1er janvier 2024, Changy est catégorisée commune rurale à habitat dispersé, selon la nouvelle grille communale de densité à sept niveaux définie par l'Insee en 2022.
Elle est située hors unité urbaine. Par ailleurs la commune fait partie de l'aire d'attraction de Roanne, dont elle est une commune de la couronne,. Cette aire, qui regroupe 88 communes, est catégorisée dans les aires de 50 000 à moins de 200 000 habitants,.

### Occupation des sols
L'occupation des sols de la commune, telle qu'elle ressort de la base de données européenne d’occupation biophysique des sols Corine Land Cover (CLC), est marquée par l'importance des territoires agricoles (84,2 % en 2018), en diminution par rapport à 1990 (88 %). La répartition détaillée en 2018 est la suivante : 
prairies (74 %), zones agricoles hétérogènes (9,3 %), forêts (8,7 %), zones urbanisées (4,9 %), zones industrielles ou commerciales et réseaux de communication (2,1 %), terres arables (0,9 %). L'évolution de l’occupation des sols de la commune et de ses infrastructures peut être observée sur les différentes représentations cartographiques du territoire : la carte de Cassini (XVIIIe siècle), la carte d'état-major (1820-1866) et les cartes ou photos aériennes de l'IGN pour la période actuelle (1950 à aujourd'hui).

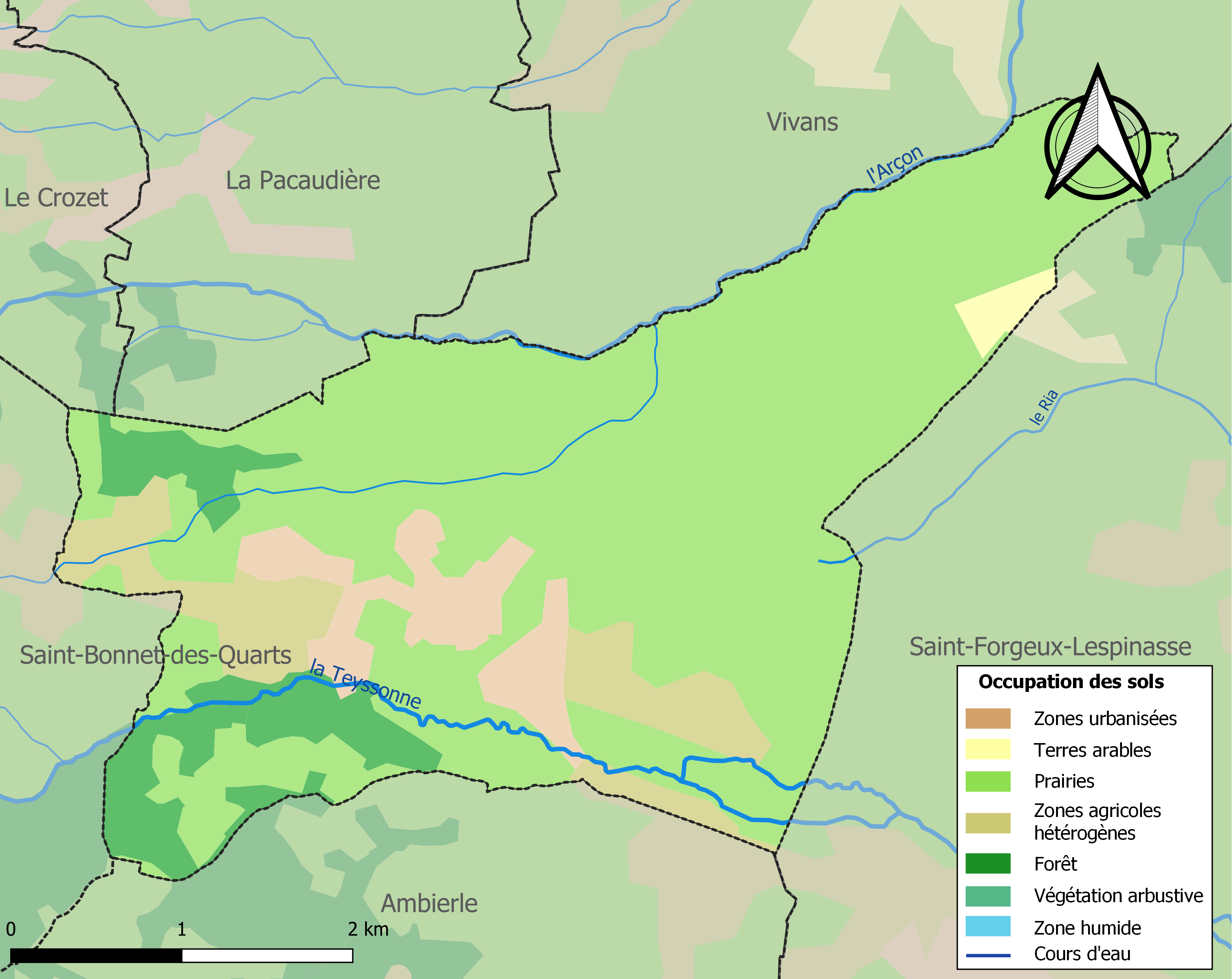
Carte des infrastructures et de l'occupation des sols de la commune en 2018 (CLC).

## Histoire
(février 2017).
À l'origine, le nom du village était « Cangiacum ». Le site de Changy, sur les bords de la Teyssonne, connait une occupation depuis la préhistoire (vestiges de pierres polies, silex…).
Ensuite occupé par les Celtes (monnaies frappées par les Éduens), il connait l'influence romaine et fait partie du pays Ségusiave.
Les premiers seigneurs de Changy seront vassaux des comtes du Forez.
Le village subit les exactions de la guerre de Cent Ans, car situé sur une voie de passage très importante, qui deviendra la Route Royale, puis, au XXe siècle, la Nationale 7.
En 1431, la ville est pillée par Rodrigue de Villandrando.
En 1536, le village entre dans les possessions de François Ier et désormais son histoire se confondra avec celle de l'histoire de France.
Durant les guerres de Religion (1562-1588), le seigneur Huguenot de Changy, le capitaine de Poncenat, s'illustrera cruellement aux côtés du Baron des Adrêts (notamment à Feurs et Montbrison).
Depuis le 1er janvier 2013, la communauté de communes du Pays de la Pacaudière dont faisait partie la commune s'est intégrée à la communauté d'agglomération Roannais Agglomération.

## Politique et administration
| Période                                  | Période   | Identité           | Étiquette | Qualité                                                               |
| ---------------------------------------- | --------- | ------------------ | --------- | --------------------------------------------------------------------- |
| Les données manquantes sont à compléter. |           |                    |           |                                                                       |
| vers 1935                                | vers 1935 | Philippe Picard    | Radical   | Cultivateur Conseiller général du canton de La Pacaudière (1932-1940) |
|                                          | mars 2001 | Jean Marie Lemoine |           |                                                                       |
| mars 2001                                | mars 2008 | Alain Buterlin     |           |                                                                       |
| mars 2008                                | mai 2020  | Yves Rimoux        | DVG       | Suppléant du conseiller départemental Jean Bartholin                  |
| mai 2020                                 | En cours  | Patricia Goutorbe, |           | Directrice d'école retraitée                                          |

## Démographie
L'évolution du nombre d'habitants est connue à travers les recensements de la population effectués dans la commune depuis 1793. Pour les communes de moins de 10 000 habitants, une enquête de recensement portant sur toute la population est réalisée tous les cinq ans, les populations de référence des années intermédiaires étant quant à elles estimées par interpolation ou extrapolation. Pour la commune, le premier recensement exhaustif entrant dans le cadre du nouveau dispositif a été réalisé en 2005.
En 2022, la commune comptait 680 habitants, en évolution de +8,11 % par rapport à 2016 (Loire : +1,32 %, France hors Mayotte : +2,11 %).
| 1793 | 1800  | 1806 | 1821 | 1831 | 1836 | 1841 | 1846  | 1851  |
| ---- | ----- | ---- | ---- | ---- | ---- | ---- | ----- | ----- |
| 750  | 1 303 | 822  | 981  | 922  | 885  | 911  | 1 022 | 1 012 |

| 1856  | 1861  | 1866  | 1872  | 1876  | 1881  | 1886  | 1891  | 1896  |
| ----- | ----- | ----- | ----- | ----- | ----- | ----- | ----- | ----- |
| 1 085 | 1 037 | 1 038 | 1 024 | 1 022 | 1 009 | 1 037 | 1 052 | 1 023 |

| 1901 | 1906 | 1911 | 1921 | 1926 | 1931 | 1936 | 1946 | 1954 |
| ---- | ---- | ---- | ---- | ---- | ---- | ---- | ---- | ---- |
| 944  | 956  | 883  | 724  | 717  | 679  | 648  | 592  | 634  |

| 1962 | 1968 | 1975 | 1982 | 1990 | 1999 | 2005 | 2006 | 2010 |
| ---- | ---- | ---- | ---- | ---- | ---- | ---- | ---- | ---- |
| 624  | 653  | 616  | 593  | 606  | 582  | 609  | 616  | 615  |

| 2015 | 2020 | 2022 | - | - | - | - | - | - |
| ---- | ---- | ---- | - | - | - | - | - | - |
| 624  | 662  | 680  | - | - | - | - | - | - |

## Culture et patrimoine

### Lieux et monuments
- Château de Changy[20].
- Pigeonnier.
- Église Saint-Joseph de Changy.

### Personnalités liées à la commune
- Marie-Louise Rochebillard (° 1860 - † 1936), syndicaliste française, est née dans la commune.
- Yves Boisset (° 1939), réalisateur français. Son père est originaire de Changy, où son grand-père exerçait la fonction d'instituteur.